# Ponte de Belver
A Ponte de Belver sobre o rio Tejo na Estrada Nacional 244 unindo Belver a Gavião.
Foi inaugurada em 1907, é uma ponte com tabuleiro metálico e tem o comprimento de 239 metros divididos por quatro vãos.
A ponte esteve encerrada entre 6 de janeiro de 2016 e 12 de junho de 2017 para a execução de trabalhos para a reabilitação e reforço estrutural da ponte e alargamento do tabuleiro.

## Referencias
1. ↑  «Ponte de Belver cortada ao trânsito». Rede Regional. 5 de janeiro de 2016. Consultado em 3 de fevereiro de 2019
2. ↑  «Ponte de Belver reaberta». Camara Municipal do Gavião. Consultado em 3 de fevereiro de 2019